# Quai des Grands-Augustins
Quai des Grands-Augustins (nábřeží Velkých augustiniánů) je nábřeží v Paříži. Nachází se v 6. obvodu.

## Poloha
Nábřeží leží na levém břehu řeky Seiny naproti západnímu konci ostrova Cité mezi mosty Pont Saint-Michel a Pont Neuf. Začíná na náměstí Place Saint-Michel, kde navazuje na Quai Saint-Michel a končí u Rue Dauphine, odkud pokračuje Quai de Conti.

## Historie
Jedná se o nejstarší pařížské nábřeží, které nechal postavit již Filip IV. Sličný v roce 1313.
Nábřeží získalo název podle kláštera žebravého řádu augustiniánů, kteří se v Paříži usídlili v roce 1259 v dnešní ulici Rue Dauphine. V roce 1629 založil Ludvík XIII. klášter reformované větve augustiniánů. Pro odlišení byl řád ve starším klášteru nazýván velcí augustiniáni (Grands-Augustins) a v mladším klášteru malí augustiniáni (Petits-Augustins).

## Významné stavby
- dům č. 15: kabaret Écluse, kde začínala Barbara Brodi, a kde mj. vystupovali umělci jako Jacques Brel, Raymond Devos, Léo Ferré, Marcel Marceau nebo Philippe Noiret
- dům č. 17: Hôtel de Luynes, v tomto paláci žil v mládí kolem roku 1656 Jean Racine
- dům č. 21: V roce 1786 zde žil spisovatel Jacques-Henri Bernardin de Saint-Pierre. V roce 1831 zde bydlela George Sandová.